# 월행
《월행》(月行)은 1987년 12월 15일에 KBS 1TV에서 방영된 연말 특집드라마이다. 송귀원의 단편 소설 《월행》을 원작으로 한 드라마로서 6.25 전쟁 도중에 자신의 아내를 살해한 사람들에 대한 복수를 벌인 대가로 자신의 친척 일가가 몰살당하는 모습을 목격한 남자가 고향을 떠난다는 내용을 담고 있다.

## 제작진
- 원작: 송기원
- 연출: 이영국
- 극본: 김금주

## 출연진
- 김진태
- 노영화
- 선동혁
- 이한나
- 김진해
- 박용식
- 안승훈
- 김일란
- 장미자
- 하대경
- 이제신
- 황민
- 박해상
- 장정희
- 전병옥
- 최동균
- 고희준
- 윤용덕
- 이영재
- 홍승일
- 이예자
- 서동영
- 최상일